# 亚沟街道
亚沟街道，是中华人民共和国黑龙江省哈尔滨市阿城区下辖的一个街道办事处，位于阿城市东南。
2013年1月18日，黑龙江省民政厅批复同意撤销亚沟镇，设立亚沟街道办事处。

## 行政区划
亚沟街道下辖以下地区：
亚站村、岳吉村、新光村、吉祥村、南平村、全店村和高升村。